# Seznam italijanskih fotografov
Seznam italijanskih fotografov.

## A
- Vittorio Alinari

## B
- Maurizio Barberis
- Letizia Battaglia
- Shobha Battaglia
- Antonio Beato
- Felice Beato
- Gianni Berengo Gardin (1930-2025)
- Marcandrea Bragalini (it.-slov.)
- Giacomo Brogi

## C
- Gioia Casale
- Tranquillo Casiraghi
- Elio Ciol

## D
- Mario De Biasi
- Marco Delogu
- Danilo De Marco

## F
- Adolfo Farsari
- Franco Fontana

## G
- Gianni Berengo Gardin
- Alan Gelati
- Piero Gemelli

## J
- Mimmo Jodice

## K
- Roberto Kusterle

## L
- Elda Luxardo

## M
- Fosco Maraini
- Otonella Mocellin
- Tina Modotti
- Carlo Mollino
- Paolo Monti
- Flavio Mosetti

## N
- Valter Nanut
- Luca Nebuloni

## P
- Marilù Parolini
- Giovanni Piperno
- Sebastian Piras
- Silvan Pittoli
- Libero Pizzarello (Koper>It.)

## R
- Donatella Rimoldi
- Willy Rizzo
- Fulvio Roiter

## S
- Secondo Pia
- Sergio Scabar 1946 - 2019
- Enzo Sellerio
- Frederick Sommer
- Mario Sorrenti

## T
- Roberto Timperi
- Oliviero Toscani

## Z
- Italo Zannier
- Luciano Zuccaccia